# Ich geh mal Zigaretten kaufen
Ich geh mal Zigaretten kaufen ist ein französischer animierter Kurzfilm von Osman Cerfon aus dem Jahr 2018.

## Handlung
Der 12-jährige Jonathan und seine ältere Schwester Louise leben zusammen mit ihrer Mutter. Der Vater verließ die Familie, als die Mutter mit Jonathan schwanger war. Dieser hat seinen Vater nie gesehen und so stellt er sich seinen Vater vor, der in seiner Fantasie immer in der Nähe ist. In der Küche hockt er im Hängeschrank und kriegt von Jonathan etwas Cola eingeschenkt, beim Leeren der Waschmaschine ist er in der Wäschetrommel und friert in der Kühltruhe, aus der sich Jonathan eine Pizza nimmt. Gelegentlich spielen beide Karten, wobei Jonathan von seinem imaginären Vater nie die Vaterkarten eintauschen kann.
Louise hat einen Freund, mit dem sie sich verabredet. Jonathan geht heimlich in ihr Zimmer, als sie nicht zuhause ist, und trifft ihren Freund in seiner Vorstellung in einer Kommode an. Es kommt zu einem kurzen Gespräch, bei dem Jonathan erfährt, dass der Jugendliche und seine Schwester noch nicht miteinander geschlafen haben. Als Louise erscheint, flieht Jonathan aus ihrem Zimmer und verliert dabei einen Teil seiner Spielkarten, die unter der Tür in das abgeschlossene Zimmer seiner Mutter rutschen.
Jonathan schaut einen Film, in dem Louises Freund die hochschwangere Louise verlässt und behauptet, dass er nur kurz Zigaretten holen will. Jonathan lacht. Sein imaginärer Vater sitzt im Bücherregal und wirft Fotoalben herunter. In allen hat die Mutter das Gesicht des Vaters herausgerissen; der imaginäre Vater hat sein Gesicht an die leeren Stellen gemalt.
Jonathan versucht wenig später, seine Mutter dazu zu bewegen, ihm die in ihrem Zimmer liegenden Spielkarten zu geben, doch sie weigert sich, da es Zeit sei, dass alle zu Bett gehen. Er erkennt nicht, dass sie geweint hat. In derselben Nacht sieht Jonathan, wie Louises Freund sich aus ihrem Zimmer stiehlt und die Wohnung verlässt. Er verliert dabei ein leeres Päckchen Zigaretten. Am nächsten Morgen ist Louise am Boden zerstört, da sie von ihrem Freund verlassen wurde. Jonathan schleicht sich in das Zimmer seiner Mutter und holt seine Spielkarten. Dabei findet er den Schlüssel zu ihrer Kommode: In der Kommode liegen die Sachen des Vaters und auch ein vollständiges Foto. Der imaginäre Vater hat nun für Jonathan ein Gesicht. Er nimmt das Bild mit in sein Zimmer und zahlreiche imaginäre Vater schauen ihm über die Schulter. Wenig später ist die Fantasiefigur verschwunden und Jonathan entsorgt seine Spielkarten.

## Produktion
Osman Cerfon verarbeitete in Ich geh mal Zigaretten kaufen lose seine eigene Kindheit, so wuchs er ohne Vater auf und beschrieb in einem Interview, wie er sich bei jedem Mann auf der Straße fragte, ob dies sein Vater sein könnte. Cerfon schrieb das Skript des Films innerhalb von fünf Stunden; Teile der Synchronisation wurden improvisiert eingesprochen.
Der Film wurde in 2D mit 3D-Hintergrund animiert, wobei Cerfon einen Stil wählte, den er selbst als „stilisierten Realismus“ umschrieb. Kritiker verglichen den Stil mit dem der Serie Beavis and Butt-Head.
Es werden verschiedene musikalische Werke und Lieder im Film verwendet:
- Sergei Prokofjew – Tanz der Ritter (aus Romeo und Julia, gespielt von den Berliner Philharmonikern)
- Giovanni Battista Pergolesi – Stabat mater dolorosa (aus Stabat mater, interpretiert von Rinaldo Alessandrini)
- Pack Head Ohm – Fuck Da

Ich geh mal Zigaretten kaufen erlebte am 8. August 2018 auf dem Locarno Film Festival seine Premiere und lief in der Folge auf zahlreichen anderen Festivals, unter anderem auf dem Festival du Court-Métrage de Clermont-Ferrand, den, PÖFF Black Nights und dem South by Southwest Film Festival. Am 3. September 2019 lief der Film erstmals im deutschsprachigen Fernsehen beim SRF.

## Auszeichnungen
Auf dem Locarno Film Festival gewann der Film den Medien Patent Verwaltung AG Award und wurde für einen Pardino d’oro als bester internationaler Kurzfilm nominiert. Auf dem Festival du Court-Métrage de Clermont-Ferrand lief Ich geh mal Zigaretten kaufen im nationalen Wettbewerb um den Grand Prix.
Ich geh mal Zigaretten kaufen wurde 2020 für einen César in der Kategorie Bester Kurzfilm nominiert und erhielt zudem eine Nominierung für einen Annie Award als Bester Kurzanimationsfilm.